# Diocesi di Xante
La diocesi di Xante (in latino: Dioecesis Xanthena) è una sede soppressa e sede titolare della Chiesa cattolica.

## Storia
Xante, corrispondente alla città greca di Xanthi, è un'antica sede vescovile della provincia romana di Rodope nella diocesi civile di Tracia. Faceva parte del patriarcato di Costantinopoli ed era suffraganea dell'arcidiocesi di Traianopoli.
La sede è menzionata per la prima volta nella Notitia Episcopatuum redatta dall'imperatore bizantino Leone VI (886-912). Unico vescovo noto di Xante, nel primo millennio cristiano, è Giorgio, che prese parte al Concilio di Costantinopoli dell'879-880 che riabilitò il patriarca Fozio di Costantinopoli.
In seguito la sede è menzionata nelle altre Notitiae Episcopatuum del patriarcato fino agli inizi del XV secolo; nel corso nel XIV secolo fu elevata dapprima al rango di arcidiocesi e poi di metropolia. Di questo periodo sono noti due soli prelati, l'arcivescovo Gerasimo e il metropolita Paolo.
Dopo l'occupazione ottomana della regione, la diocesi di Xante fu unita a quella di Periteorio, Ancora oggi è una metropolia del patriarcato di Costantinopoli, con il nome di metropolia di Xanthi e Periteorio, pastoralmente affidata alle cure della Chiesa di Grecia.
Dal 1933 Xante è annoverata tra le sedi vescovili titolari della Chiesa cattolica; la sede finora non è mai stata assegnata.

## Cronotassi dei vescovi greci
- Giorgio † (menzionato nell'879)
- Gerasimo † (menzionato nel 1329)[4]
- Paolo † (menzionato tra il 1344 e il 1347)[5]